# Sídliště Červený Vrch
Sídliště Červený Vrch je komplex bytových domů a občanské vybavenosti vybudovaný v Praze ve Vokovicích, v prostoru mezi Veleslavínem, Libocí a Divokou Šárkou. Postaven byl mezi roky 1960 a 1972 podle plánů kolektivu vedeném architektem Milanem Jarolímem. Projekt navrhoval 2697 bytů pro 9810 obyvatel. Lokalita nabízí také rekreační využití. Rozděluje ji ovšem Evropská ulice, která do města přivádí automobily ruzyňského Letiště Václava Havla.
V letech 1970 až 1973 pak následně pokračovala dostavba sídliště, kterou naplánoval kolektiv pod vedením architekta J. Samka. Úpravy rozšířily sídliště o 385 bytů uvažovaných pro 1347 obyvatel.
Součástí sídliště je tramvajová smyčka Červený Vrch. Při západním okraji se nachází stanice metra Nádraží Veleslavín, otevřená dne 6. dubna 2015.